# Sonny Mayo
Sonny Mayo, nome d'arte di Ronald Mayo Jr. (Washington, 16 luglio 1971), è un chitarrista statunitense.

## Biografia
Fondatore degli Snot, abbandona il gruppo nel maggio 1998; entra nella band hardcore punk Amen,dove militerà fino al 2003, senza esserne tuttavia un membro ufficiale. Nel 2003 entra negli Hed P.E., gruppo rap metal, e partecipa al tour per il loro terzo album Blackout. Nel maggio 2005 riceve una telefonata da Morgan Rose, batterista dei Sevendust, che gli chiede di sostituire Clint Lowery; con i Sevendust pubblicherà Next (2005), Alpha (2007) e Chapter VII: Hope & Sorrow (2008), prima del ritorno di Clint Lowery alla chitarra. Mayo ha inoltre registrato le parti di chitarra in Hard to Swallow (1998), album del rapper texano Vanilla Ice. Tra le sue band giovanili meritano attenzione gli MF Pitbulls e i Silence; con quest'ultima realizzò un CD e riscosse un discreto successo.

## Stile
Soprattutto nei Sevendust, Mayo ha uno stile tipicamente heavy, caratterizzato da assoli virtuosi, totalmente diverso dallo stile di Lowery, più semplice e diretto, di scuola nu metal. A differenza di molti chitarristi del genere, Mayo riesce ad alternare lo stile duro e diretto della nuova corrente metal agli assoli tecnici e potenti del thrash metal; uno stile simile lo si può trovare in Dan Donegan, chitarrista dei Disturbed.
| Controllo di autorità | Europeana agent/base/82327 |